# 1411
1411 (MCDXI) a fost un an comun al calendarului iulian, care a început într-o zi de joi.

## Nașteri
- 21 septembrie: Richard Plantagenet, Duce de York (d. 1460)

## Decese
- 18 ianuarie: Jobst, Margraf al Moraviei margraf al Moraviei, duce de Luxemburg, rege romano-german, margraf de Brandenburg (n. 1351)
- 3 iunie: Leopold al IV-lea, Duce al Austriei duce al Austriei (n. 1371)